# Дністрик
Дні́стрик — село в Україні, у Стрілківській сільській громаді Самбірського району Львівської області. Населення становить 311 осіб. Колишній орган місцевого самоврядування — Стрілківська сільська рада.

## Населення

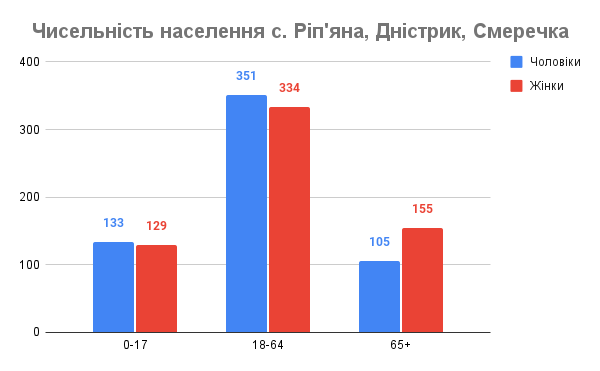
Чисельність населення с. Ріп'яна, Дністрик, Смеречка, 2021

У 1938 році в селі проживали 630 греко-католиків, 8 римо-католиків та 42 жидів.
За даними всеукраїнського перепису населення 2001 року у селі мешкало 311 осіб
Мова
Розподіл населення за рідною мовою за даними перепису 2001 року був наступним:
| українська | 311 | 100,00 |

## Церква Собору св. Івана Хрестителя
Попередня дерев'яна церква була збудована у 1726 році майстром Григорієм Ки... (нечіткий напис на перехресних сволоках нави). За іншими даними - рік будови датують 1726 або 1797 роком. Це була тризрубна триверха будівля у бойківському стилі, увінчана пірамідальними верхами з одним заломом над вівтарем і бабинцем та двома над навою. Іконостас для цієї церкви намалював Яцко з Вишні, про що свідчив підпис на храмовій іконі св. Івана Хрестителя: "Рок Бож АХНИ (1658) Яцко маляр з Вишні". 
У 1929 р. церкву розібрали. На її місці у тому ж році збудовано дерев'яну хрещату в плані, одноверху, увінчану цибулястою банею з ліхтарем і маківкою будівлю (проєкт Євгена Нагірного).
До 1946 р. церква була власністю місцевої греко-католицької парафії, належала до Жукотинського деканату Перемишльсько-Самбірсько-Сяницької УГКЦ. 
Із окупацією радянським союзом цих земель церква стала власністю Російської Православної Церкви. 
У 1960 році церкву закрили, у 1989 - наново відкрили (належала до РПЦ, з 1991 - до УПЦ МП).
У 1927 році була збудована плебанія. Анексована радянською владою. На сьогодні церкві не передано. 

### Богослужбова каплиця Вознесіння ГНІХ
У 2000 році місцева греко-католицька громада розпочала будівництво богослужбової каплиці, яку через 2 роки освятив Владика Юліан (Вороновський), єпископ Самбірсько-Дрогобицький.

### Священики, які обслуговували громаду, та їх уряди
| Ім'я                                      | Рік початку служіння | Рік завершення служіння | Уряд     |
| ----------------------------------------- | -------------------- | ----------------------- | -------- |
| Вакантна                                  | (1828                | 1830)                   |          |
| Голосянський Василь (греко-катол.)        | 1830                 | 1838                    | адм.кап. |
| Дуб Михайло (греко-катол.)                | 1838                 | 1852                    | адм.кап. |
| Подлуський Павло (греко-катол.)           | 1852                 | 1871                    | адм.кап. |
| Гучко Андрій (греко-катол.)               | 1871                 | 1886                    | адм.кап. |
| Гучко Андрій (греко-катол.)               | 1886                 | 1915 (помер)            | парох    |
| Вакантна                                  |                      | (1918)                  |          |
| Паращак Теодор (греко-катол.)             |                      | (1918)                  | адм.     |
| Вітик Михайло (греко-катол.)              | 1923                 | 1928                    | парох    |
| Вакантна                                  | (1929                | 1936)                   |          |
| Шаваринський Євген Олексій (греко-катол.) | 1937                 | (1939)                  | парох    |
| Родавський Іван (греко-катол.)            | 1941                 | 1946                    | парох    |
| Гичка Іван (РПЦ)                          | 1948                 | 1958                    | наст.    |
| Лех Григорій (РПЦ)                        | 1958                 | (1960)                  | наст.    |
| Закритий                                  | 1960                 | 1989                    |          |
| Цап Микола (РПЦ)                          | 1989                 | (1991)                  | наст.    |
| Ціко Богдан (УПЦ МП)                      | (1991                | 1995)                   | наст.    |
| Вовчків Василь (УПЦ МП)                   | (1995)               | (2014)                  | наст.    |

| Ім'я                        | Рік початку служіння | Рік завершення служіння | Уряд |
| --------------------------- | -------------------- | ----------------------- | ---- |
| Паращинець Володимир (УГКЦ) | 1990                 | 11991                   | адм. |
| Дашинич Флор (УГКЦ)         | 1991                 | 1997                    | адм. |
| Губик Ярослав (УГКЦ)        | 1997                 | 2006                    | адм. |
| Іванишин Йосип (УГКЦ)       | 2006                 | 2010                    | адм. |
| Коваль Андрій (УГКЦ)        | 2010                 | 2021                    | адм. |
| Микола Лутчак (УГКЦ)        | 2021                 |                         | адм. |

## Фірів Пляц
Неймовірно атмосферний будинок з чаном “Фірів Пляц” у Дністрику з нетиповим авторським інтер’єром, облаштований усім необхідним для комфортного відпочинку 5-ти осіб серед мальовничої гірської природи. 
Гості зможуть не лише відпочити без зайвих очей в повній тиші, але й насолодитися теплом традиційного чанового купання з водою із свердловини, яка за складом близька до мінеральних вод “Нафтуся”.
У будиночку є:
- - дві невеличкі комфортні спальні;
- - кухня зі всім необхідним (посуд, чай, кава, спеції та інше);
- - холодильник, плита, електрочайник;
- - просторе місце біля каміну;
- - санвузол з душем;
- - Wi-Fi;
- - тераса зі столиком та кріслами;
- - чан на терасі;
- - мангал з дровами.

Дім виконано в стилі класицизму. Особливістю інтер’єру є численні вінтажні й антикварні речі, елементи та матеріали з України й Європи, дбайливо зібрані господинею, яка самотужки проектувала дім (наприклад, ручки кухні замовлені з Англії, а у вітальні знаходиться скриня 1869 року із Сум). 
У будиночку знаходиться колекція авторських олійних картин власниці дому.
Це ідеальний вибір для тих, хто шукає спокій та релакс у поєднанні з оздоровленням та гармонією з природою, а також бажає подорожувати з домашніми улюбленцями.

## Відомі люди
- Кіт Йосип Іванович (псевдо: Денис, Осип, Січень) — лицар Золотого хреста бойової заслуги 1 класу.